# Marktkirche (Wiesbaden)
 (août 2024).
Si vous disposez d'ouvrages ou d'articles de référence ou si vous connaissez des sites web de qualité traitant du thème abordé ici, merci de compléter l'article en donnant les références utiles à sa vérifiabilité et en les liant à la section « Notes et références ».

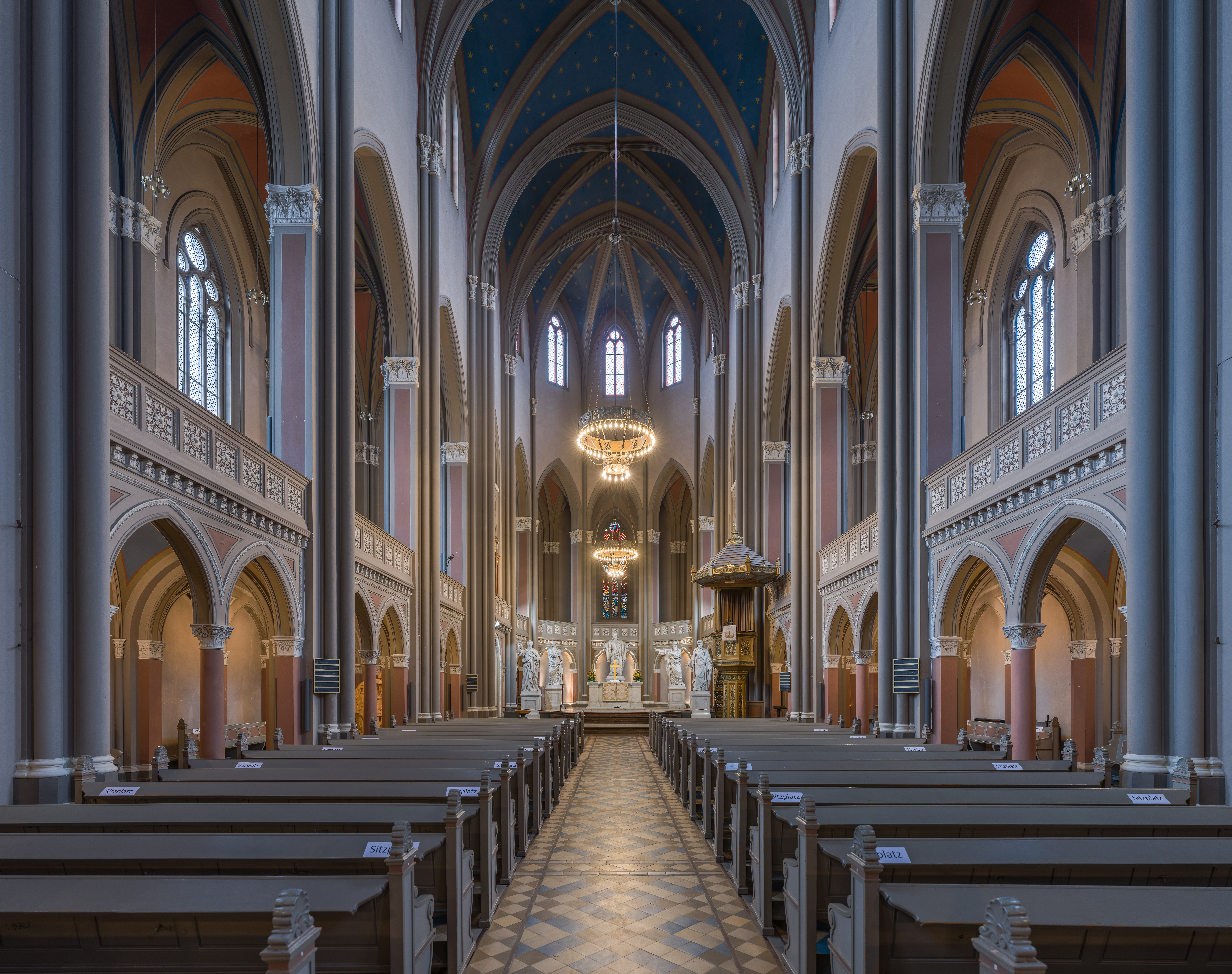
Intérieur de la Marktkirche. Juin 2020.

L'église du marché (allemand : Marktkirche) est la principale église de Wiesbaden, la capitale du Land de Hesse. Elle a été construite entre 1853 et 1862 par l'architecte Carl Boos comme église principale du duché de Nassau sur la Place du château et était autrefois le plus grand bâtiment en briques du duché.
Au total, l'église néo-gothique possède cinq tours dont quatre tours d'angle. Les tours latérales ont une hauteur de 58 m chacune, les deux tours d'une hauteur de 73 m.